# 사르빈강에 노을이 진다
《사르빈강에 노을이 진다》는 한국에서 제작된 정창화 감독의 1965년  영화이다. 신영균 등이 주연으로 출연하였고 이종벽 등이 제작에 참여하였다.

## 출연

### 주연
- 신영균
- 김혜정
- 남궁원
- 윤일봉

## 기타
- 원작자: 김기팔
- 조명: 오영근
- 미술: 박석인